# 齊藤美如
さいとう 美如（さいとう みゆき、1981年3月17日 - ）は、茨城県筑西市出身の脚本家。（2011年4月から『さいとう美如』で活動）

## 概要
2004年、小説「水の中にいるような日々」をプレイワークスに応募。
映像作家の岩井俊二から指導を受ける。

## 映画
- 「虹の女神 Rainbow Song」（共同脚本）2006年
- 「感染列島」（脚本協力）2009年
- 「Redemption　Night（邦題『クアラルンプールの夜明け』）」（共同脚本）2013年

## 小説
- 恋愛短編集「私の恋愛短編集1 愛ノカタチ」（「ピアノ弾きの男」掲載）2005年
- 恋愛短編集「君が好き」（「忘れたはずの恋」掲載）2012年　(リンダパブリッシャーズ)

## ノベルゲーム
- 「IQ210イケメン!黒宮探偵事務所」第1弾　本編/番外編　2011年
- 「vampire kiss」番外編　2011年
- 「IQ210イケメン!黒宮探偵事務所」第2弾　本編(シナリオ協力)/番外編　2012年
- 「俺様！」GW・夏の番外編　2012年
- 「エステの王子様DX」夏の番外編　2012年
- 「IQ210イケメン!黒宮探偵事務所」第3弾　本編/番外編　2012年
- 「エステの王子様DX」小説　2012年
- 「エステの王子様DX」クリスマス編　2012年
- 「花婿ロワイヤル★フィアンセは超VIP」花鳳院誉・本編/番外編　2012年
- 「花婿ロワイヤル★フィアンセは超VIP」花鳳院一二三・本編/番外編　2013年
- 「花婿ロワイヤル★フィアンセは超VIP」赤松宗助・本編/番外編　2013年
- 「花婿ロワイヤル★フィアンセは超VIP」花鳳院誉・続編　2013年
- 「レンタルダーリン～三角関係は蜜の味～」一唯＆周防千晃・本編　2013年

## 漫画
- 「住マイルかぞく」（第2話 - ）2008年 - 2010年
- 「じどうかんものがたり vol.1」（「虹の架け橋」「ぼくたちの夏」「児童館っておもしれぇ！」）2008年
- 「おでかけ日和」（第1話 - ）2009年 - 連載中

## ラジオドラマ
- 「MY LITTLE HONDA」（共同脚本）2005年

## 受賞歴
- 「再恋」（「コーラス」のコーラス・コミック・アワード原作部門にて「期待賞」受賞）2008年